# Dia de la Victòria (Israel)
El Dia de la Victòria a Israel (en hebreu: יום הניצחון) (transliterat: Iom Hanitzachon) és un dia nacional de record que se celebra anualment a l'Estat d'Israel el 9 de maig, per commemorar la victòria dels aliats occidentals i l'exèrcit soviètic sobre les forces armades de l'Eix, i el final de la Segona Guerra Mundial a Europa.

## Història
El Dia de la Victòria a Europa va ser creat per una llei del parlament israelià el 26 de juliol de 2017 com a part del projecte de llei del Dia de la Victòria. Segons la llei aprovada, el Dia de la Victòria a Europa se celebrarà un cop a l'any, el dia 9 de maig, per commemorar la victòria dels Aliats Occidentals i la Unió Soviètica en la Segona Guerra Mundial, i la rendició incondicional de les forces armades de l'Eix.
Mentre que el dia 8 de maig és el dia en què moltes de les nacions aliades de la Segona Guerra Mundial celebren el Dia de la Victòria a Europa, l'Estat d'Israel segueix l'exemple d'algunes nacions d'Europa de l'Est i celebra el Dia de la Victòria el dia 9 de maig.
Aquest fet pot ser el resultat de la immigració de molts veterans de les Forces Armades Soviètiques, Israel celebra el Dia de la Victòria el 9 de maig, malgrat no haver format part de l'antiga Unió Soviètica.
Algunes de les medalles i els uniformes que s'exhibeixen durant el Dia de la Victòria a Israel, són els mateixos que es mostren a les desfilades del Dia de la Victòria que tenen lloc a la Federació Russa, a on es realitzen desfilades amb tropes històriques i contemporànies arreu del país. Israel té molts veterans de guerra de l'antic exèrcit soviètic i alguns dels seus descendents viuen actualment a l'estat jueu.